# Crac'h
Crac'h (även skrivet Crach) är en kommun i departementet Morbihan i regionen Bretagne i nordvästra Frankrike. Kommunen ligger i kantonen Auray som tillhör arrondissementet Lorient. År 2022 hade Crac'h 3 458 invånare.

## Befolkningsutveckling
Antalet invånare i kommunen Crac'h
| Referens: INSEE |